# Abd Allah al-Ghalib
Abū Muḥammad ʿAbd Allāh al-Ghālib bi-llāh (in arabo أبو محمد عبد الله الغالب بالله‎?; 1517 – 22 gennaio 1574) è stato un sultano  del Marocco, secondo sultano  della dinastia sa'diana; regnò dal 1557 fino alla sua morte.

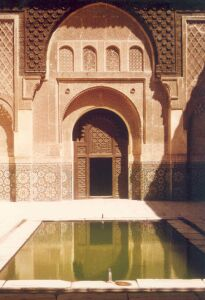
Cortile centrale della Madrasa ben Yūsuf, fatta costruire da ʿAbd Allah al-Ghālib.

Salì al trono come erede legale del primo sultano della dinastia sa'diana, Muḥammad al-Shaykh. Dalla sua prima moglie Muḥammad al-Shaykh ebbe tre figli, ma i due più grandi morirono (rispettivamente nel 1550 e nel 1551). ʿAbd Allah, il terzo, aveva 40 anni quando divenne sultano e ricevette il laqab di al-Ghālib bi-llāh (Il vincitore per merito di Allāh). Prima di salire al trono servì come governatore di Fès.
Pochi mesi dopo la sua salita al trono dovette affrontare l'invasione degli Ottomani della reggenza di Algeri, guidata da Ḥasan Pascià, figlio di Khayr al-Din Barbarossa.

Affrontò gli Ottomani vicino al fiume Wadi al-Laban, riuscendo a sconfiggerli. Dopo aver sconfitto gli Ottomani, riuscì ad occupare Tlemcen per un breve periodo, fece inoltre giustiziare il fratello Abū Saʿīd ʿUthmān, accusato di collaborare con gli Ottomani.

Poco dopo due dei suoi fratelli fuggirono dal paese per paura di essere giustiziati anch'essi e si unirono agli Ottomani: ʿAbd al-Malik e Aḥmad al-Manṣūr, futuri sultani del Marocco, che trascorreranno 17 anni in mezzo agli Ottomani, tra la reggenza di Algeri e Costantinopoli, beneficiando in questo modo di una formazione ottomana.
Durante il suo regno relativamente tranquillo ʿAbd Allāh riuscì a respingere sia gli assalti turchi che quelli spagnoli e a consolidare la sovranità dei sa'diani in Marocco.
Cercò di recuperare la città costiera di El Jadida (conquistata anni prima dai portoghesi) mandando contro la città un esercito sotto il comando del figlio ed erede al trono Abū ʿAbd Allāh Muḥammad, ma dopo due mesi di assedio (dal 4 marzo al 30 aprile del 1562) dovette ritirarsi a causa delle gravi perdite.

L'alleanza con la Spagna lo portò a cedere Peñón de Vélez de la Gomera (1564) e a non appoggiare la rivolta dei Moriscos. Stabilì relazioni commerciali con l'Inghilterra.
Nel 1567 riuscì a recuperare dagli Spagnoli la città di Ksar es-Seghir (Qaṣr al-Ṣaghīr),
Nello stesso anno fece trasferire gli ebrei di Marrakesh in un quartiere a loro assegnato (mellah), permettendo di risiedervi anche gli ebrei ebrei dei vicini villaggi del Monte Atlante e quelli in fuga dall'Inquisizione portoghese.
. La comunità nativa della città fu costretta a lasciare le proprie case e a trasferirvisi. Luis del Mármol Carvajal, che era presente nella città anche prima della creazione del mellah, scrisse che fu una decisione presa dai sultani senza che la comunità avesse scelta:
A Marrakesh fece inoltre costruire la moschea al-Mu'assin, un maristan (ospedale) e la Madrasa ben Yūsuf. Fece anche restaurare la moschea al-Manṣūriyya, di epoca almohade.
Fece assassinare il fratello al-Maʾmūn, governatore di Tlemcen e il nipote Muḥammad ibn ʿAbd al-Qādir, perché erano diventati troppo popolari (1567-1568).
ʿAbd Allāh perseguitò la Confraternita sufi della Yūsufiyya, facendo crocifiggere a Marrakesh il loro faqīh, Abū ʿAbd Allah Muḥammad al-Andalusī, accusato di eresia (19 aprile del 1573). Nello stesso anno avvenne a Marrakesh un importante caso internazionale: gli schiavi cristiani europei scavarono un tunnel sotto la moschea al-Manṣūriyya, riempiendo gli spazi di polvere da sparo per far saltare poi l'edificio durante la preghiera, quando la moschea era piena di fedeli. Il complotto venne scoperto e nessuno venne ucciso, ma vennero distrutte la cupola e il minareto.
Morì a causa di un attacco d'asma il 22 gennaio del 1574. Gli succedette al trono il figlio Abū ʿAbd Allāh Muḥammad II, nonostante la regola di successione della dinastia sa'diana che attribuiva il trono al fratello minore del sultano defunto. L'erede legittimo alla successione sarebbe stato quindi l'esiliato ʿAbd al-Malik, che in seguitò invaderà il Marocco con un esercito ottomano.